# Pavel Klimenda
Pavel Klimenda (* 11. srpna 1994 Praha) je český muzikálový herec, zpěvák a tanečník.

## Vzdělání
Vystudoval Základní školu Strossmayerovo nám. v Praze. V roce 2010 začal studovat na Konzervatoři a VOŠ Jaroslava Ježka šestiletý obor Muzikálového herectví. Na konzervatoři chodil na herecké semináře s Jozefem Bednárikem. Spolu se spolužáky účinkoval v ročníkových představeních Broadway plná muzikálů (2011, režie: Libor Vaculík) a Chorus Line (2013–2015, režie: Denisa Nová), které se konaly v Divadle Broadway.

## Divadlo a zpěv
V roce 1999 ho rodiče zapsali do sboru Bambini di Praga. Zde se naučil hudební teorii a sborový a sólový zpěv. Během svého působení v tomto sboru, které ukončil v roce 2010, se zúčastnil turné v Jižní Koreji. Od května 2017 je členem souboru operety a muzikálu plzeňského Divadla J. K. Tyla.

### Divadlo J. K. Tyla v Plzni
- Prcek - muzikál West Side Story[2] (2017)
- Taneční company - muzikál Zahrada divů[3] (2017)

- Company, Frank Abagnale jr. (understudy) - Chyť mě, jestli na to máš[4] (2017)
- Jean, Vincek - Zvonokosy (od roku 2018)
- Tanečník a zpěvák - Liduschka (Baarová) (od roku 2018)
- Tobias Ragg - Sweeney Todd – Ďábelský lazebník z Fleet Street[4] (2018)
- Feďka - Šumař na střeše[5] (2018)
- Ethan Girard, nezaměstnaný ocelář - Donaha![6] (2018)
- Princ David - Co takhle svatba, princi?[7] (2018)
- Company - Duch[8] (2018)
- Josef - Josef a jeho úžasný pestrobarevný plášť (2018)
- Princ Rudolf - Elisabeth (2019-2023)

### Studio DVA
- Tanečník - muzikál Funny Girl[9][10](2017)

### Divadlo Nová scéna v Bratislavě
- Mangodžery – muzikál Mačky/Kočky[11] (2016)

### Slezské divadlo Opava
- hostování v tanečním sboru – balet Faust (2015)

### Divadlo Hybernia
- Princ – Sněhurka a sedm závodníků[12][13](2013)

- pěvecko-taneční company – česká verze francouzského muzikálu Romeo & Julie (2015)

### Forum Karlín
- pěvecko-taneční company – česká verze francouzského muzikálu Romeo & Julie (2015)

V roce 2016 uspěl na tanečním konkurzu do původního francouzského muzikálu Roméo et Juliette, se kterým se vydal na turné po Asii a zahrál si tak na Tchaj-wanu, v Guangzhou a Pekingu.

## Tanec
Pavel Klimenda se tanci věnuje odmalička. Během studia na konzervatoři se věnoval jazzovému a modernímu tanci, prošel baletní průpravou a chodil na hodiny stepu.

### Akrobatický rock’n’roll
Pavel Klimenda se v roce 2000 přihlásil do tanečního studia TASK Silueta Praha, kde se 12 let věnoval akrobatickému párovému Rock and Rollu, s nímž procestoval téměř celou Evropu. S taneční partnerkou Petrou Brichovou získali titul Mistrů ČR v kategorii Žáci a s partnerkou Veronikou Shíbalovou 2× obhájili titul Mistrů ČR v kategorii Junior a na mistrovství Evropy se v Maďarsku v roce 2011 umístili na 3. místě.

### Street dance
Dva roky se věnoval street dance v taneční škole Dance Academy Prague pod vedením Yemiho AD. Se street dance se dostal až na Kanárské ostrovy, kde byl choreografem pro taneční disciplíny na české soutěži krásy "Pretty Woman". Kromě toho byl součástí tanečního klipu pro píseň "Something new" od bývalé kapely Charlie Straight, ke které vytvořil choreografii brazilský streetový tanečník Fillipi Escudine.

### Choreografie
Během svého angažmá v DJKT Plzeň se začíná Pavel Klimenda podílet na různých projektech nejen jako herec, ale i jako inscenátor. V muzikálu Šumař na střeše dělal asistenta choreografie, v interaktivním pořadu U nás to baLETÍ se podílel na scénáři a tímto pořadem také provází.

## Koncerty
V 5. ročníku konzervatoře, v roce 2015, uspořádal spolu se svými pěti spolužáky (Janem Fantou, Andreou Hauer, Denisou Šubrtovou, Richardem Pekárkem a Martinem Holcem) koncert s názvem Děkujeme!, který se konal v pražském divadle Ponec. O rok později společně uspořádali pod názvem Já půjdu dál hned dva koncerty v divadle Royal. V roce 2017, konkrétně 17. června, se uskutečnil další galakoncert Já půjdu dál.